# NFL Quarterback Club (série de jogos eletrônicos)
NFL Quarterback Club, ou NFL QB Club a partir de 2000, é uma série de jogos eletrônicos de futebol americano sob a licença da NFL lançado para mũltiplas plataformas e publicado pela Acclaim Entertainment, o primeiro jogo da série foi lançado em 1993 e o último lançado em 2001.

## Jogos
| Jogo                      | Ano  | Plataforma                                                |
| ------------------------- | ---- | --------------------------------------------------------- |
| NFL Quarterback Club      | 1993 | Game Boy, Game Gear, Master System, SNES, Sega 32X        |
| NFL Quarterback Club 96   | 1995 | Sega Saturn, Sega Genesis, Game Boy, Game Gear, SNES, DOS |
| NFL Quarterback Club 97   | 1996 | Sega Saturn, Microsoft Windows, PlayStation               |
| NFL Quarterback Club 98   | 1997 | Nintendo 64                                               |
| NFL Quarterback Club 99   | 1998 | Nintendo 64                                               |
| NFL Quarterback Club 2000 | 1999 | Nintendo 64, Dreamcast                                    |
| NFL QB Club 2001          | 2000 | Nintendo 64, Dreamcast                                    |
| NFL QB Club 2002          | 2001 | PlayStation 2, GameCube                                   |